# Onze-Lieve-Vrouw-Onbevlekt-Ontvangenkapel (Meterik)

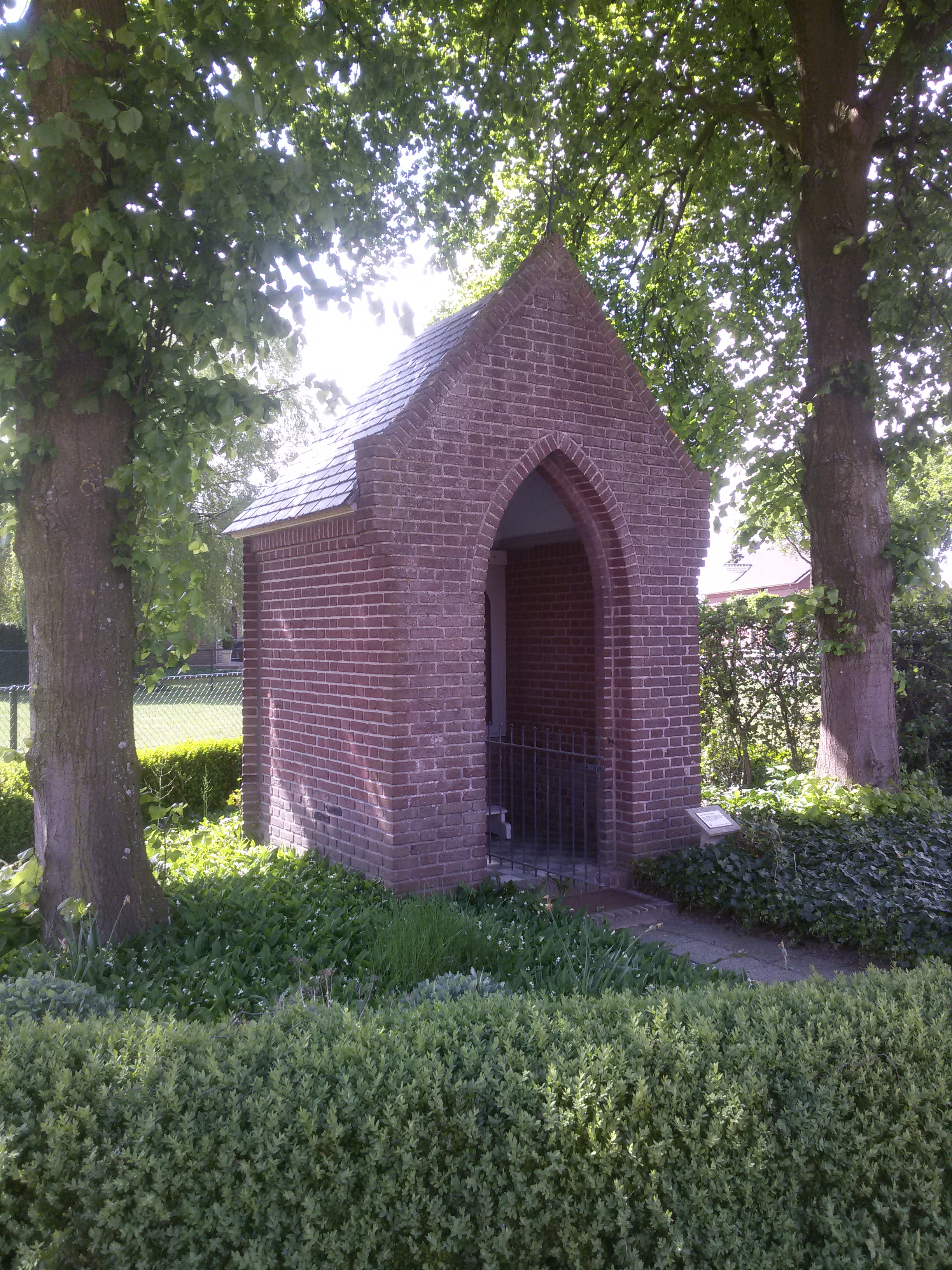
De Onze-Lieve-Vrouw-Onbevlekt-Ontvangenkapel

De Onze-Lieve-Vrouw-Onbevlekt-Ontvangenkapel is een kapel in buurtschap Schadijk bij Meterik in de Nederlands Noord-Limburgse gemeente Horst aan de Maas. De kapel staat aan de kruising van de Kempweg met de Schadijkerweg.
De kapel is gewijd aan Maria, specifiek de Onbevlekte Ontvangenis van Maria.
Links en rechts van de kapel staat een linde.

## Geschiedenis
In 1935 of 1936 werd de kapel gebouwd door Handrie Steeghs en Piet Weys. Deze heren wilden aanvankelijk slechts een kruis oprichten, maar na grote steun door de bevolking van Schadijk werd het plan omgevormd tot een veldkapel.

## Gebouw
De open neogotische bakstenen kapel heeft een driezijdige koorsluiting en wordt gedekt door een zadeldak met leien. De schuine gevels van de koorsluiting bevatten elk een spitsboogvenster. De frontgevel is een puntgevel met verbrede aanzet en korte schouderstukken en op de top staat een metalen kruis. De frontgevel bevat de spitsboogvormige toegang die wordt afgesloten met een halfhoog ijzeren hek.
Van binnen is de kapel uitgevoerd in baksteen, waarbij het gewelf wit gestuukt is. Tegen de achterwand is een bakstenen altaar gemetseld. Bovenop dit altaar is een wit geschilderde houten plaat geplaatst met daarin drie spitsboogvormige openingen. De middelste is deel van een deurtje en voorzien van glas. Achter deze middelste opening staat een beeld van de Onze-Lieve-Vrouw die haar toont als Onze-Lieve-Vrouw van Lourdes met haar handen samengevouwen gekleed in een wit gewaad met een blauwe sjerp rond haar middel, waarbij om haar rechterarm een rozenkrans hangt. Bovenop de houten wand is een plaat bevestigd met daarop de tekst: (BVO = bid voor ons)

O.L.V. Onbevlekt ontvangen B.V.O.